# Germantown (hrabstwo Washington)
Germantown – miasto w Stanach Zjednoczonych, w stanie Wisconsin, w hrabstwie Washington.